# Sibiřské baroko

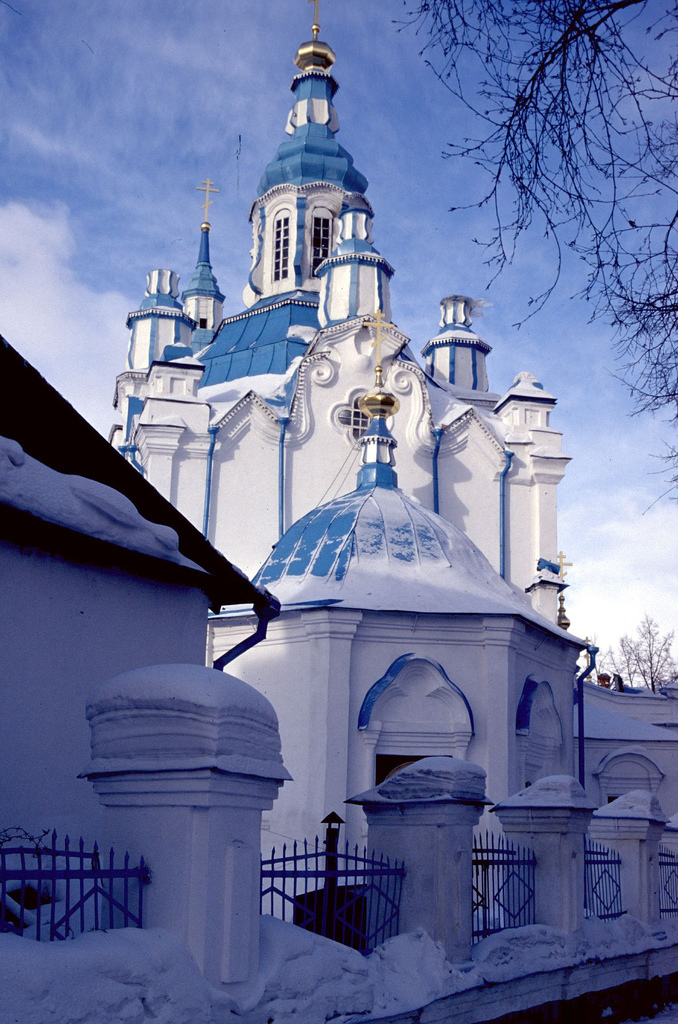
Znamenský chrám v Ťumeni

Sibiřské baroko (rusky сибирское барокко) je nejobecnější označení chrámové architektury Sibiře 18. století. V roce 1803 bylo na Sibiři napočítáno 115 kamenných chrámů. Převážná většina z nich patřila k provinciální variantě ruského baroka, která byla pod vlivem baroka ukrajinského a (v některých případech) také místních buddhistických dekorů. Největší množství památek sibiřského baroka se dochovalo v Irkutsku, Tobolsku a Tomsku. Původní interiéry se však kvůli ničení chrámů v sovětském období dochovaly pouze v jediném objektu - chrámu povýšení kříže v Irkutsku.
Sibiřské kostely 18. století, podobně jako většina barokních kostelů i ruských chrámů 17. století, nejsou podepírány žádnými sloupy. Ze západní strany k nim přiléhají refektáře a zvonice. Pro barokní památky Sibiře je typická tendence k dekorativnímu hromadění postupně se zmenšujících prvků (slovy A. J. Kaptikova: „barokní vyumělkovanost formy“). Dekorativní systém sibiřského baroka používá prvky, u nichž se předpokládá původ ve východních kulturách (hrotité římsy připomínající plameny, hmoždířovité formy či buddhistické kolo dharmy).

## Zdroje a inspirace
V 17. století vznikaly kamenné stavby pouze v Tobolsku a Abalaku. Byly to staroruské stavby s prvky typickými pro tehdejší ruskou architekturu. V duchu naryškinského baroka byla vystavěna nejstarší kamenná stavba Ťumeně - Blagoveščenský chrám (Благовещенская церковь, 1700-1704, v sovětských dobách zbořen, nyní znovu postaven). Klášter svaté trojice v Ťumeni (Троицкий монастырь), který následoval, má mnoho společného s ukrajinským barokem, což se dá vysvětlit ukrajinským původem tehdejších sibiřských biskupů. Další sibiřské chrámy si také udržely některé prvky ukrajinského baroka, konkrétně řešení kleneb. V literatuře se připomíná podobnost nejstarších tobolských památek s uralskými chrámy počátku 18. století, například s Dalmatovským klášterem (Далматов монастырь) a chrámem ve Verchoturje.
K prvním kamenným stavbám východní Sibiře patří Něrčinský Klášter Zesnutí přesvaté Bohorodice (Нерчинский Успенский монастырь, 1712), Posolský klášter spásy a proměnění (Посольский Спасо-Преображенский монастырь, 1718), spasský chrám (Спасская церковь, 1710) а chrám Zjevení (Собор Богоявления, 1746) v Irkutsku, chrám zjevení (Богоявленская церковь) a vévodský dům v Jenisejsku, Spasský klášter (Спасский монастырь) v Jakutsku.

## Výzkumy

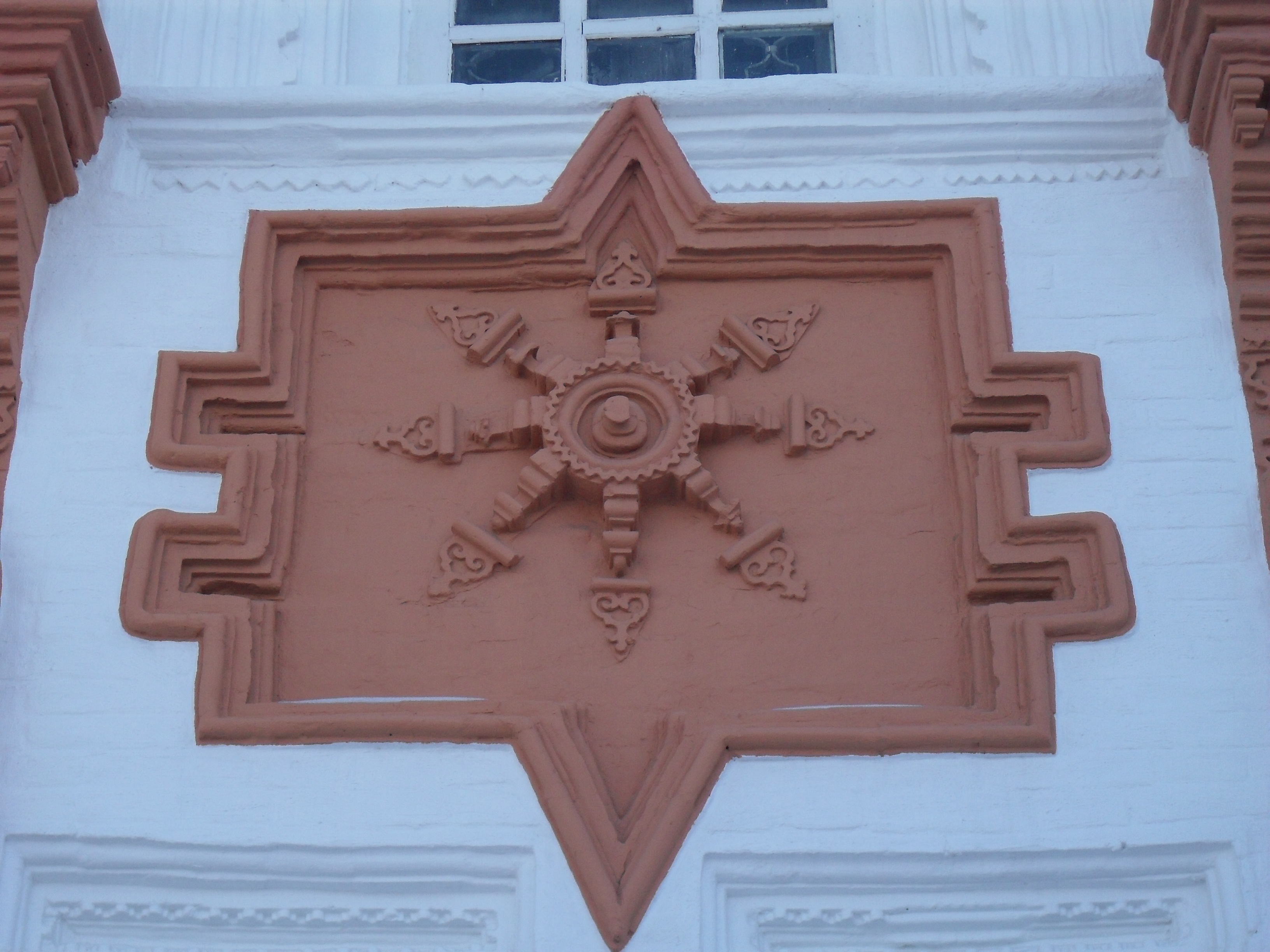
Buddhistické kolo dharmy na fasádě chrámu povýšení kříže v Irkutsku

Nejosobitější památkou sibiřského baroka je chrám povýšení kříže v Irkutsku (1747-58) - buddhistickými prvky své výzdoby přitahoval pozornost už předrevolučních badatelů. Unikátní památka byla spojována s bohatými kamennými vzory chrámů v Solikamsku a Solvyčegodsku. Ruský teoretik umění Igor Grabar viděl v tomto kostelu pozdní provinciální pokračování tradičního ruského stylu 17. století s jeho touhou přezdobovat. „Naivní spojení ozvěn Moskvy a Ukrajiny se bizarně spletlo do hustě vzorovaného koberce, se svérázným přízvukem sousedního Východu,“ napsal.
Termín sibiřské baroko zavedl roku 1924 irkutský regionalista D. A. Bodyrev-Kazarin, který psal o chrámu povýšení kříže jako o „orgiálním šílenství“, kdo kterého se dopracovali při práci na stěnách místní mistři. Bodyrev-Kazarin také vyjádřil domněnku, že na stavitelských pracích se podíleli místní Burjati, neboť v tradiční chrámové architektuře se zde projevují některé detaily mongolské a čínské architektury, podobně jako v Išimu, Jalutorovsku či Taře jsou evidentní prvky chantijské, tatarské a bucharské.
Problematika východních a ukrajinských vlivů na sibiřské stavitelství 18. století zajímala i sovětské badatele. Hovořilo se o „burjatském dekoru“ irkutských chrámů a podobnosti jejich dispozice s řešením použitým v severoruských městech Toťma a Velikij Usťug. Podle T. S. Proskurjavské je třeba rozlišovat dva subregionální typy rané sibiřské chrámové architektury - západosibiřský (Tobolsk, Ťumeň, Zauralsko) a východosibiřský (Irkutsk).

## Chrámy ve stylu sibiřského baroka
Neúplný výčet chrámů postavených ve stylu sibiřského baroka.
- Chrámy zatím bez náhrady zbořené či zcela přestavěné jsou označeny šedou barvou.
- Chrámy zbořené a obnovené jsou označeny zelenou barvou.

| Název                                                      | Český název                                       | Město           | Postaveno | Obrázek | Poznámky |
| ---------------------------------------------------------- | ------------------------------------------------- | --------------- | --------- | ------- | --- |
| Богоявленская церковь                                      | Chrám zjevení Páně                                | Tomsk           | 1784      |         | V letech 1947–1994 se zde vyráběly gumáky. Roku 1995 vrácen v dezolátním stavu pravoslavné církvi. Na náklady Tomské oblasti problěhla rozsáhlá rekonstrukce a roku 2003 byl chrám slavnostně vysvěcen. |
| Богоявленский собор                                        | Chrám zjevení Páně                                | Išim            | 1793      |         | Od roku 1930 zde fungoval sklad obilí, v 60. letech byla uvnitř zbudována železobetonová nádrž. Rekonstrukce začala již v roce 1989, roku 1992 kostel předán pravoslavné církvi. |
| Владимирская церковь                                       | Vladimirský chrám                                 | Irkutsk         | 1790      |         | Kostel byl roku 1938 uzavřen a poté zcela přestavěn, věže odstraněny atd. Po navrácení církvi bylo rozhodnuto, že nebude přistoupeno k renovaci, v budově bývalého kostela tak vzniklo pravoslavné ženské gymnázium. |
| Вознесенская церковь                                       | Chrám nanebevstoupení                             | Irkutsk         | 1767      |         | Chrám byl součástí Voznesenského kláštera, který byl v roce 1933 téměř celý zbourán. Chrám nanebevstoupení se tak nedochoval. |
| Воскресенский военный собор                                | Vojenský chrám vzkříšení                          | Omsk            | 1773      |         | Roku 1927 přeměněn na knihovnu, roku 1959 zbourán. Koncem roku 2016 by měla být k výročí 300 let od založení Omsku dokončena kopie chrámu. |
| Воскресенская церковь                                      | Chrám vzkříšení                                   | Tomsk           | 1807      |         | V sovětských dobách zde byly dílny, sklady a archiv, k rekonstrukci se přistoupilo už v 80. letech. |
| Знаменская церковь                                         | Znamenský chrám                                   | Irkutsk         | 1762      |         | Nachází se v areálu Znamenského kláštera. Budovy kláštera byly ve 30. letech poskytnuty k dispozici přístavu hydroplánů na Angaře, roku 1945 však byly i se Znamenským chrámem vráceny církvi. |
| Знаменская церковь                                         | Znamenský chrám                                   | Tomsk           | 1803      |         | Ve 30. letech byl kostel uzavřen a postupně se zde vystřídal sklad obilí, různé dílny a nakonec i byty. Církvi se kostel navrátil v roce 1992, hlavní rekonstrukce byla dokončena roku 2000. |
| Знаменский собор                                           | Znamenský chrám                                   | Ťumeň           | 1800      |         | V letech 1929–1933 byl kostel zrušen a využíván k různým jiným účelům. V roce 1933 byl však věřícím vrácen. V letech 1941-45 sloužil jako provizorní kasárna, po válce opět začal sloužit věřícím. |
| Ильинская церковь                                          | Ilinský chrám                                     | Omsk            | 1785      |         | V roce 1936 byl chrám zbořen a na jeho místě vystavěn v 50. letech Leninův pomník. Existují úvahy o obnovení chrámu, tomu však brání především zastánci setrvání Leninovy sochy na stávajícím místě. |
| Казанский храм Богородице-Алексеевского мужского монастыря | Kazanský chrám Alexejevského kláštera Bohorodičky | Tomsk           | 1789      |         | V klášteře fungovala v sovětských dobách škola, kostel tak nebyl vážně poškozen, byl pouze neudržován. K rekonstrukci tak došlo až v roce 2013 (prioritu měly vážně poškozené památky). |
| Крестовоздвиженская церковь                                | Chrám povýšení kříže                              | Irkutsk         | 1760      |         | Kostel nebyl na rozdíl od mnohých jiných v sovětských dobách nijak dotčen, je tak jediným sibiřským kostelem, ve kterém se zachoval interiér z 18. století. Je zcela unikátní tím, že jeho výzdoba zahrnuje také prvky buddhistické architektury. |
| Крестовоздвиженская церковь                                | Chrám povýšení kříže                              | Tobolsk         | 1790      |         | Chrám byl ve 30. letech uzavřen a hospodářsky využíván. V 50. letech se z věže pokoušeli odstranit kříž pomocí lana a traktoru. Lano však v mrazivém počasí prasklo a vymrštěné srazilo dělníka, který je na kříž upevnil, ze střechy. Muž pád nepřežil, několik dalších lidí bylo zraněno, a tak kříž zůstal, byť nakloněný, na střeše dodnes. Roku 2004 byl chrám zakonzervován pro budoucí rekonstrukci, ke které zatím nedošlo (2016). |
| Покровская церковь                                         | Pokrovský chrám                                   | Krasnojarsk     | 1795      |         | Ve 30. letech uzavřen a předán armádě, na konci války opět otevřen, v 60. letech opět uzavřen. Ještě na začátku 21. století byl chrám jasně červený, dnes má zpět historickou bílou barvu. |
| Свято-Одигитриевский кафедральный собор                    | Odigitrijevská katedrála                          | Ulan-Ude        | 1785      |         | Ve 30. letech zde bylo otevřeno Protináboženské muzeum, po válce potom muzeum vlastivědné. Jako významná památka byla restaurován již v 60. letech, roku 1992 vrácena pravoslavné církvi. |
| Свято-Троицкий собор                                       | Chrám svaté trojice                               | Kansk           | 1804      |         | V sovětských dobách chrám postupně sloužil místnímu aeroklubu, divadlu a naknec jako muzeum. Od roku 1992 je zpět v rukou pravoslavné církve. |
| Собор Богоявления                                          | Chrám Zjevení                                     | Irkutsk         | 1746      |         | Po říjnové revoluci byla v chrámu zřízena pekárna a ubytovna. V roce 1960 přijela z Moskvy architekta Galina Oranska, aby stvrdila záměr města srovnat chrám-pekárnu se zemí. Architektka však namísto toho zajistila zápis chrámu mezi kulturní památky a zasadila se o rekonstrukci. Dnes chrám opět slouží věřícím. |
| Спасо-Преображенский собор                                 | Chrám spásy a proměnění                           | Novokuzněck     | 1835      |         | V roce 1919 byl zpustošen anarchisty. V roce 1935 jej pro změnu zpustošili místní komsomolci. Později zde fungovala pekárna a existovaly plány přestavět jej na restauraci. Roku 1989 však byl chrám u příležitosti tisíciletého výročí svěcení Rusi navrácen pravoslavné církvi. |
| Спасо-Преображенский собор                                 | Chrám spásy a proměnění                           | Posolskoje      | 1778      |         | Chrám je nedílnou součástí stejnojmenného kláštera. V sovětských dobách klášter sloužil jako klub, škola a psychiatrická léčebna pro děti, od roku 1995 opět slouží svému původnímu účelu. Je to jeden z nejstarších kostelů Burjatska. |
| Спасская церковь                                           | Spasský chrám                                     | Irkutsk         | 1710      |         | Současná budova byla postavena v areálu dnes již neexistujícího Irkutského kremlu. Je to jediný chrám Sibiře, který má nástěnné malby na vnější fasádě. V období stalinismu zde byly byty a kanceláře. Již v 60. letech byl zařazen mezi kulturní památky a následně zrekonstruován. |
| Спасская церковь                                           | Spasský chrám                                     | Tara            | 1760      |         | V sovětském období se zde vystřídala sýpka, archiv a muzeum, již v roce 1974 se však chrám dostal pod památkovou ochranu a v roce 1978 přišla generální oprava. Roku 1990 předáno církvi. |
| Спасская церковь                                           | Spasský chrám                                     | Ťumeň           | 1819      |         | V roce 1932 se chystali chrám odstřelit, stejně jako ťumeňský Chrám Zesnutí přesvaté Bohorodice. Z Lidového komisariátu SSSR však přišlo nařízení kostel zachovat jakožto cennou kulturní památku - ťumeňští tak zbourali pouze samostatně stojící zvonici a z chrámu se stal archiv. Mj. zde byly během 2. světové války uschovány cennosti evakuované ze Simferopolu. Od roku 1946 oficiálně památkově chráněn, zrekonstruován 2006.     |
| Сретенский собор                                           | Sretenský chrám                                   | Jalutorovsk     | 1837      |         | Ve 20. letech se zde scházeli komsomolci, v roce 1931 byl chrám odstřelen. V letech 2003–2009 byl znovu postaven u příležitosti 350 let od založení města. |
| Успенский собор                                            | Chrám Zesnutí přesvaté Bohorodice                 | Jenisejsk       | 1818      |         | Ve 30. letech uzavřen, po skončení války opět otevřen, avšak byly odstraněny všechny věžičky a chrám dostal novou plochou střechu. V 80. letech byla chrámu vrácena jeho původní podoba. |
| Храм Тихвинской иконы Божией Матери                        | Chrám tichvinské ikony matky Boží                 | Irkutsk         | 1773      |         | Roku 1932 byl chrám odstřelen a na jeho místě postavena monumentální socrealistická budova firmy Vostsibugol. |
| Троицкая церковь                                           | Chrám svaté trojice                               | Irkutsk         | 1778      |         | V letech 1949–1986 zde fungovalo planetárium, dnes chrám opět slouží svému účelu. |
| Церковь Захария и Елизаветы                                | Chrám Zachariáše a Alžběty                        | Tobolsk         | 1776      |         | Od 30. let využíván k různým, zejména výrobním účelům. Církvi byl navrácen v roce 1995 ve velmi špatném stavu. V roce 2015 byla dokončována kompletní rekonstrukce. |
| Храм Покрова Пресвятой Богородицы                          | Chrám pokrovu přesvaté Bohorodičky                | Chanty-Mansijsk | 1816      |         | Ve 30. letech kostel postupně rozebrali a materiál použili při stavbě závodu na zpracování ryb. Na místě kostela vzniknul rybářský klub. V letech 1996–2001 byla na základech zbořeného chrámu postavena jeho kopie. |
| Чудотворская церковь                                       | Chrám divotvorců                                  | Irkutsk         | 1767      |         | Chrám byl ve 30. letech zbořen, ulice Divotvorců (Чудотворская), nesoucí jméno chrámu, byla přejmenována podle bolševického revolucionáře Bograda. Na jeho místě vyrostl obytný dům, na kterém je dnes kříž a pamětní deska. Ulice, kde chrám stával, nese od roku 2016 opět jméno Divotvorců. |